# Блэк, Джек (крысолов)
Джек Блэк — крысолов при дворе королевы Виктории в середине XIX века. Помимо крыс, он также ловил кротов. Джек носил самодельную пышную форму. Она состояла из алого пальто, жилета и бридж с широким поясом, на пряжке которого сияли буквы VR (крысолов королевы Виктории) и две оловянные крысы.
В большой степени он известен благодаря отчёту Генри Мэйхью «London Labour and the London Poor» (Издание 3), где Мэйхью приводит рассказ Джека о его работе и случаях, с ней связанных. В том числе упоминается, что он не единожды чуть не умер от инфекции после укуса крысы.
Когда Джек вылавливал крыс необычных окрасов, он разводил их, чтобы создать новые цветные разновидности. В основном, он продавал выведенных «диковинных» крыс в качестве домашних животных «воспитанным молодым особам для содержания в беличьих клетках». Возможно, Беатрис Поттер была одной из них. Она посвятила книгу «Сэмюэль Вискерс» (1908 год) своей крысе Сэмми. Некоторые леди, среди которых была и королева Виктория, содержали крыс в изящных позолоченных клетках.
Джек также привозил животных для кровавого развлечения, популярного в середине викторианской эпохи, — крысиной травли в ямах. Помимо прочего, Джек ловил рыбу (для еды и аквариумов), птиц и набивал чучела. Он был также опытным заводчиком собак. У него был терьер по кличке Билли, известный в то время многим как убийца множества крыс.
Джек Блэк кратко упоминается в корокометражном фильме «Твой друг — крыса» студии Pixar.